# Tatiana Zaslàvskaia
Tatiana Ivánovna Zaslávskaya, rus: Татьяна Ивановна Заславская, (Kíev, 9 de setembre de 1927 - Moscou, 23 d'agost de 2013) va ser una sociòloga i economista russa, teòrica de la perestroika, autora i coautora de diversos llibres sobre l'economia de la Unió Soviètica (especialitzada en agricultura) i una sociòloga de camp i una gran quantitat de papers de recerca. Va ser membre del Comitè Consultiu del president de Rússia de 1991 a 1992.

## Algunes publicacions
- 1990, The Second Socialist Revolution: An Alternative Soviet Strategy, edic. US: "The Second World" book sèries) Indiana University Press, 241 pàg. ISBN 0-253-36860-X, ISBN 0-253-20614-6 (paperback)

- 1984, The Novosibirsk Report, Survey, 28 (1): 83-109

- 2002, The structure of social change in Russia. The purpose and the results of Russian reforms. Russian Social Science Review 43 (3) traduït d'Obshchestvo i ekonomika, 1999 (3-4)

- 2002, The soci-structural aspect of the transformation of Russian society. Sociological Research 41 (6). Traduït de Sotsiologicheskie issledovaniia, 2001 (8) of Demidov lecture

- 2003, On the social mechanism of post communist transformation in Russia. Sociological Cap de bestiar 42 (6). Traduït de Sotsiologicheskie issledovaniia, 2002 (8)

- 2004, Contemporary Russian society, Sociological Cap de bestiar. 45 (4). Traduït de Obschestvennye nauki i sovremennost, (5)